# بويد مكدونالد
بويد مكدونالد هو عازف بيانو وملحن كندي، ولد في 28 سبتمبر 1932.

## وصلات خارجية
- بويد مكدونالد على موقع ميوزك برينز (الإنجليزية)
- بويد مكدونالد على موقع ديسكوغز (الإنجليزية)